# 花生醇
花生醇（英語：Arachidyl alcohol），又称1-二十烷醇，是一种白色蜡状固体，在化妆品中用作润肤剂。